# Lord Mordred (João Nuno)
João Nuno (5 de Março de 1992 em Gondomar) é um baixista português, conhecido como um dos membros fundadores da banda de Thrash Metal, Solid Spectrum, onde toca desde 2007. Já integrou os Hellbolt, e também faz parte do projecto de Rock The GMF e da banda de thrash old school Mangler. Recentemente começou um novo projecto de heavy metal, os Steel Avenger.

Tem também o seu projecto solo, Mordred Project, onde toca todos os instrumentos. 

É também tecnico de som, formado pela ESGO em parceria com a Escola das Artes da UCP. 
Possui também formações em Pro Tools, nomeadamente em masterização, sendo este o seu software de eleição, trabalhando também com Nuendo.
É técnico de som freelancer, trabalhando principalmente em som ao vivo.
No seu curriculum contam artistas como Daniela Mercury, James, Joe Satriani entre muitos outros, bem como festivais como Paredes de Coura ou Mares Vivas.